# Escadron de chasse 2/4 La Fayette
L'escadron de chasse 2/4 La Fayette est une unité de combat de l'armée de l'air française. Stationné sur la base aérienne 113 Saint-Dizier-Robinson, il est actuellement équipé de Dassault Rafale. Ses avions portent les codes 4-XX.

## Historique
Reprenant les traditions de l'escadrille La Fayette de la Première Guerre mondiale, le groupe de chasse II/5 La Fayette est créé en 1933.

### Seconde Guerre mondiale
Durant la bataille de France, il est doté de Curtiss H-75 achetés aux États-Unis. Les appareils arborent sur le fuselage la même tête de chef indien sioux que celle choisie au cours de la Première guerre mondiale par les volontaires américains constituant l'escadrille La Fayette, avant l'entrée en guerre des États-Unis en 1917.
À la suite de l'armistice du 22 juin 1940, les pilotes et leurs appareils ont traversé la mer Méditerranée pour rejoindre l'Algérie alors française.

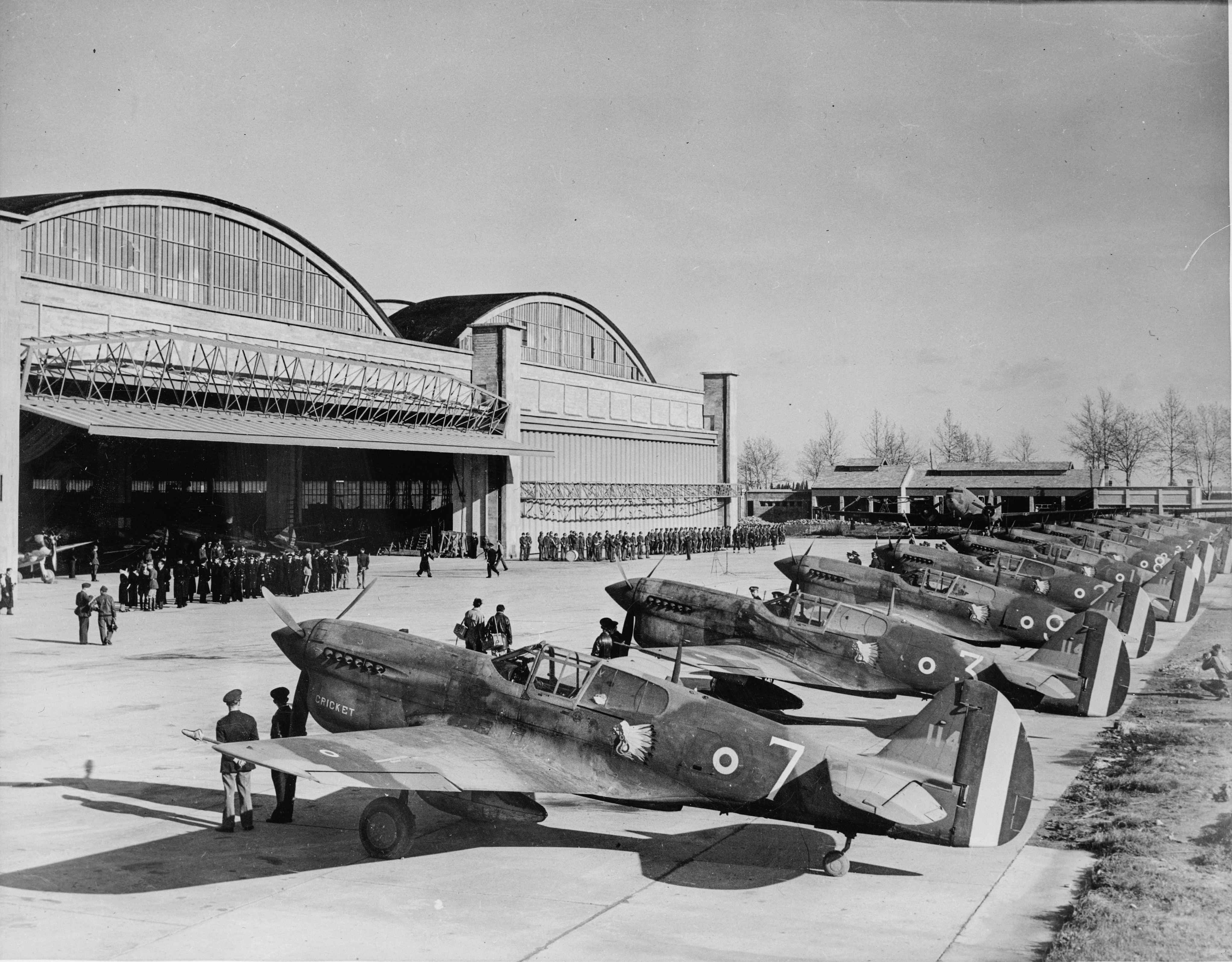
Remise officielle de 12 Curtiss P-40 Warhawk au groupe de chasse 2/5, à Casablanca, le 9 janvier 1943.

Lors du débarquement en Afrique du Nord des armées anglo-américaines le 9 novembre 1942 (opération Torch), ses pilotes - dépendant alors des autorités militaires du gouvernement de Vichy - sont engagés pour s'opposer au débarquement. Après le ralliement des forces françaises en AFN à la France Libre, l'escadrille est rééquipée par les Américains de Curtiss P-40 Warhawk dès le 25 novembre 1942, gardant son nom (La Fayette) puis, sous le commandement de Constantin Rozanoff, combat en 1942-1943 les troupes de l'Axe positionnées en Tunisie.
Outre Rozanoff, l'escadrille a compté dans ses rangs des pilotes comme Pierre Houzé, André-Armand Legrand, Jean Gisclon et Pierre Delachenal.
Intégrée dans la nouvelle 4e Escadre de chasse et dotée de P-47, elle participe en 1944 à la Campagne de France et en 1945 à celle d'Allemagne.

### Seconde partie du XXesiècle

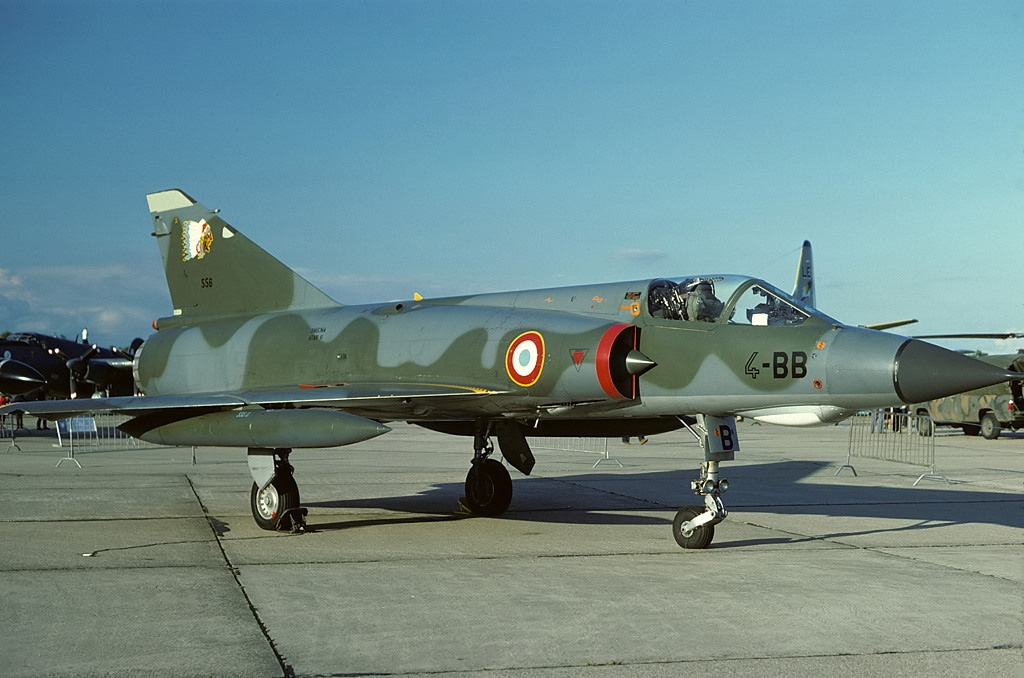
Mirage IIIE du 2/4 en 1979.

Le 1er juillet 1947, l'escadron prend l'appellation de Groupe de chasse II/4 La Fayette en reprenant également les traditions de l'escadrille La Fayette. Il prend également source auprès du GC II/4 « Les diables rouges », dont l'emblème figurant sur l'insigne de l'escadron représente un diable ailé sur son balai.
En 1949, le Groupe de chasse II/4 devient Escadron de chasse 2/4.
L'escadron participe à la guerre d'Indochine, ou il est alors équipés de Supermarine Spitfire de novembre 1947 à aout 1948, et à la guerre d'Algérie. Il s'installe sur la base aérienne 116 Luxeuil-Saint Sauveur en 1961. Il quitte Luxeuil pour la base aérienne 125 Istres-Le Tubé en septembre 2011.
Après avoir été équipé successivement du Vampire, du Republic F-84F, il reçoit ses premiers Mirage III E le 13 décembre 1966. En 1972, la 4e escadre de chasse dont fait partie le La Fayette est désignée pour mettre la bombe atomique AN-52 en tant qu'arme de dernier avertissement.
Le 1er juillet 1989, l'EC 2/4 La Fayette est opérationnel sur Mirage 2000N. Le 1er septembre 1991, la 4e escadre passe des Forces aériennes tactiques au Forces aériennes stratégiques et une nouvelle escadrille, la SPA 160 « Diable rouge », est rattachée à l'EC 2/4. À sa mission initiale de frappe nucléaire pré-stratégique est ajoutée, en 1992, la mission secondaire d'assaut conventionnel par tous les temps, de jour comme de nuit.
Fin octobre 1994 5 Mirage 2000, 6 équipages et 33 mécaniciens de l'EC 2/4 sont détachés sur la base italienne de Cervia dans le cadre de l'opération Crécerelle durant la guerre de Bosnie-Herzégovine. Pendant une quinzaine de jours, les avions effectuent des vols d'entraînement à l'appui rapproché des Casques bleus au-dessus de la Bosnie. Mais le 21 novembre 1994, deux Mirage 2000N, participe à un raid de l'OTAN sur la base serbe d'Udbina (en). Il s'agit alors de la première mission de guerre des FAS depuis leur création.
En juillet 1996, avec la fin de la mission nucléaire pour les Mirage IVP, la mission principale de l'escadron devient la frappe nucléaire stratégique.
Depuis 2006, l'EC 2/4 La Fayette est également chargé de former les pilotes et navigateurs/officiers système d'arme destinés à opérer sur Mirage 2000N.
Le 1er septembre 2011, il remplace l'escadron 3/4 Limousin sur la base d'Istres.
En 2015, trois Mirage 2000N de l'escadron participent à l'Opération Chammal contre l'État islamique.
En août 2015, l'EC 2/4 La Fayette reçoit son premier Rafale B sur la base aérienne 113 de Saint-Dizier-Robinson.
En 2016, un Mirage 2000N de l'escadron est revêtu d'une livrée spéciale pour célébrer les 100 ans de la création de l'escadrille La Fayette. Cette livrée a été créée par Régis Rocca. Cet appareil a été intégré à la patrouille "Ramex Delta" et a été présenté sur de nombreux meetings aériens en France et à l'étranger. Cet appareil a été retiré du service fin 2016 et est actuellement stocké sur la base aérienne 113 de Saint-Dizier-Robinson.
Le 20 avril 2016, les cent ans de l'escadrille La Fayette sont commémorés à Marnes-La-Coquette. À cette occasion, le défilé aérien exceptionnel comprenait un box de trois Mirage 2000N de l’Escadron de chasse 2/4 «La Fayette» et un Rafale B de l'Escadron de chasse 1/91 «Gascogne», un box de quatre Lockheed-Martin F-22 Raptor du 94th Fighter Squadron (de Langley AFB en Virginie), un Stearman PT-17 et un Boeing B-52H Stratofortress du 5th Bomb Wing (de Minot AFB dans le Dakota du Nord).
Le 29 septembre 2017, un Mirage 2000N de l'escadron s'écrase peu après le décollage de la base aérienne 172 Fort-Lamy de N'Djamena, au Tchad. L'avion rentrait en France, à la base aérienne 125 Istres-Le Tubé, après deux mois passés en Afrique dans le cadre de l'opération Barkhane, un retour dans le cadre d'une relève qui incluait deux autres Dassault Mirage 2000N, un Mirage 2000D et un Boeing C-135. Les deux occupants se sont éjectés : le pilote est indemne, le navigateur a été légèrement blessé à la jambe.
Le 29 août 2018, une cérémonie organisée sur la base aérienne de Saint-Dizier-Robinson marque le transfert effectif de l'escadron sur avion Dassault Rafale et ainsi le passage au tout Rafale de la composante aéroportée de la dissuasion nucléaire.

## Citations
Le Groupe "La Fayette" totalise huit citations à l'ordre de l'Armée aérienne, il a droit au port de la fourragère aux couleurs du ruban de la Croix de guerre 1914-1918, ainsi qu'au port de la fourragère aux couleurs du ruban de la Médaille militaire. L'escadron de chasse 2/4 La Fayette s'étant particulièrement distingué en Libye en 2011 au cours de l'Opération Harmattan, reçoit la Croix de la valeur militaire avec palme de bronze (une citation à l'ordre de l'Armée aérienne).

## Escadrilles
Quatre escadrilles composent l'escadron : 
- l'escadrille N 124 « Tête de Sioux » ;
- l'escadrille SPA 167 « Cigogne de Romanet » (à ailes hautes) ;
- l'escadrille SPA 81 « Lévrier » ;
- l'escadrille SPA 96 « Gaulois ».

## Insigne
L'insigne de l'EC 2/4 a été homologué par l'Armée de l'air le 1er septembre 2006, sous le numéro A-1356.
L'insigne reprend directement les armoiries du général Motier Marquis de La Fayette, dont l'unité porte le nom de tradition.

## Appellations
- Groupe de Chasse II/5 (septembre 1933 au 1er décembre 1942)
- Groupe de Chasse II/5 La Fayette (1er décembre 1942 au 1er juillet 1947)
- Groupe de Chasse II/4 La Fayette (1er juillet 1947 au 1er novembre 1949)
- Escadron de Chasse 2/4 La Fayette (depuis le 1er novembre 1949)

## Bases
- Base aérienne 116 Luxeuil-Saint Sauveur (1961-2011)
- Base aérienne 125 Istres-Le Tubé (2011-2018)
- Base aérienne 113 de Saint-Dizier-Robinson (depuis 2018)

## Appareils
- Republic P-47 Thunderbolt (1944-1948)
- de Havilland Vampire (1949 - 1953)
- Republic F-84F Thunderstreak (1957 - 1966)
- Dassault Mirage IIIE (1966 - 1988)
- Dassault Mirage 2000N (1988 - 2018)
- Dassault Rafale B (2018 - ...)

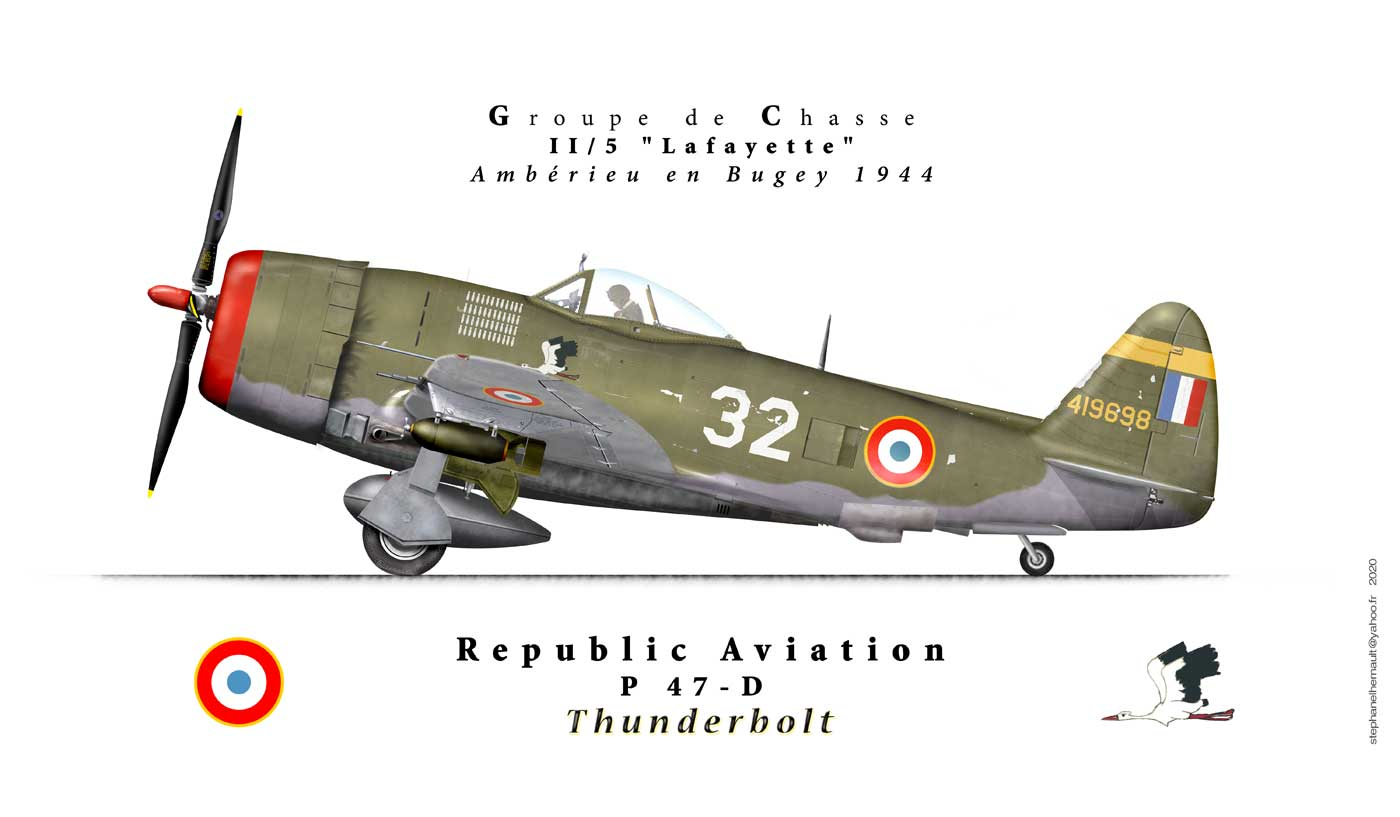
P47 D groupe de chasse II/5 Lafayette France 1944
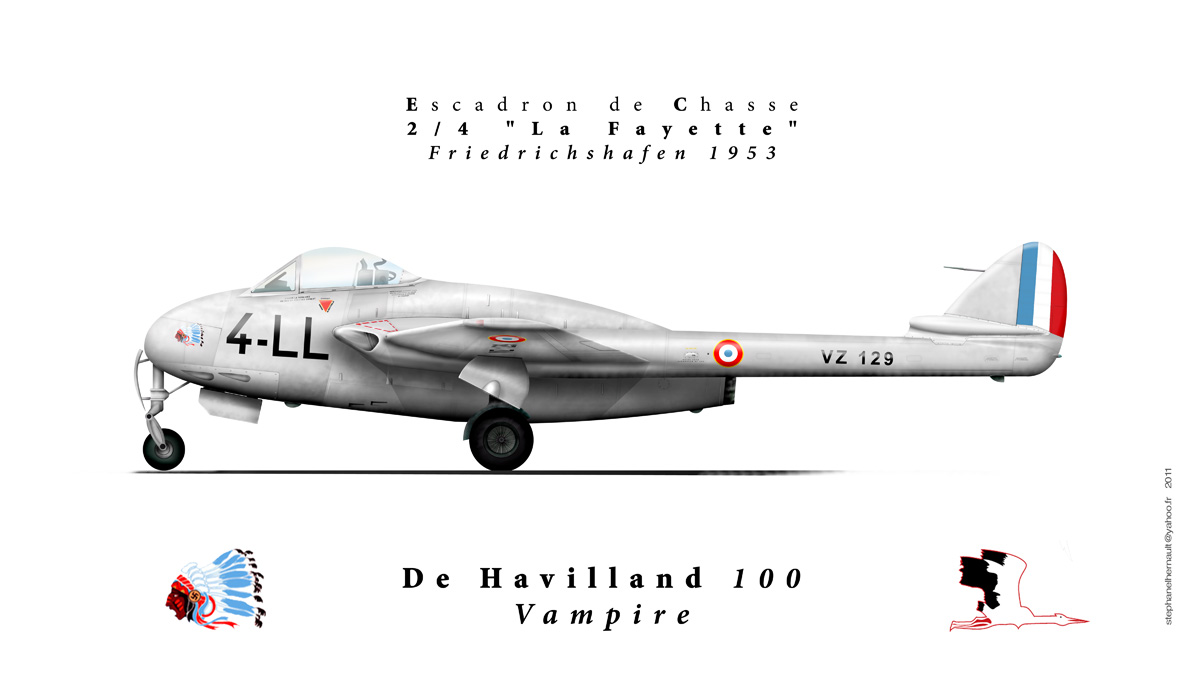
de Havilland Vampire du 2/4 en 1953.
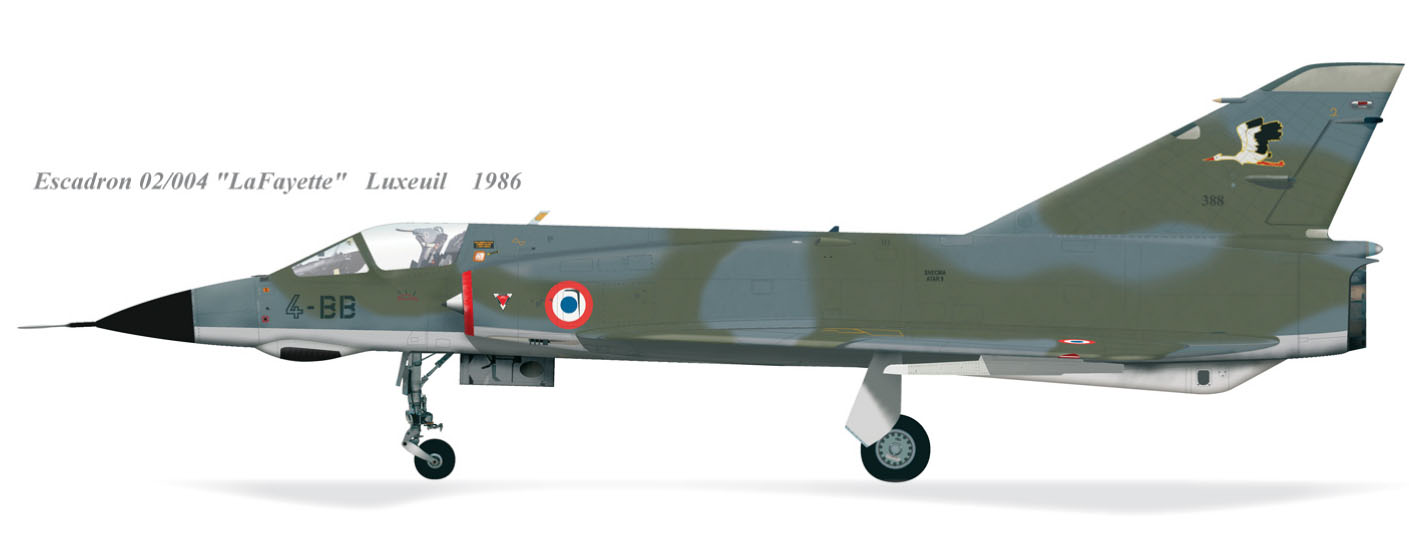
Mirage IIIE 4-BB, portant la cigogne de l'escadrille SPA 167.
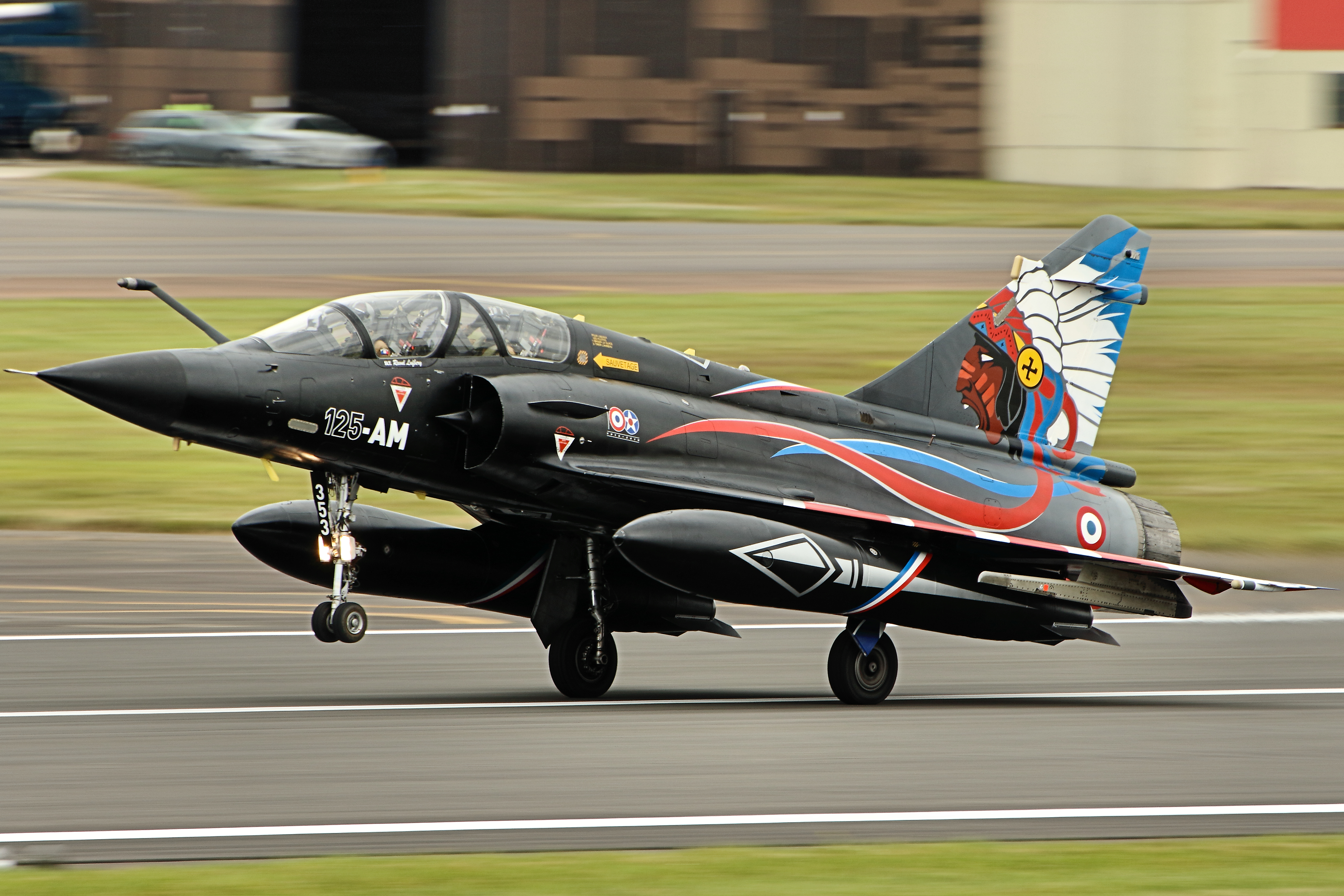
Le Mirage 2000N décoré de la tête de sioux de l'escadrille N 124, à l'atterrissage au RIAT 2016.
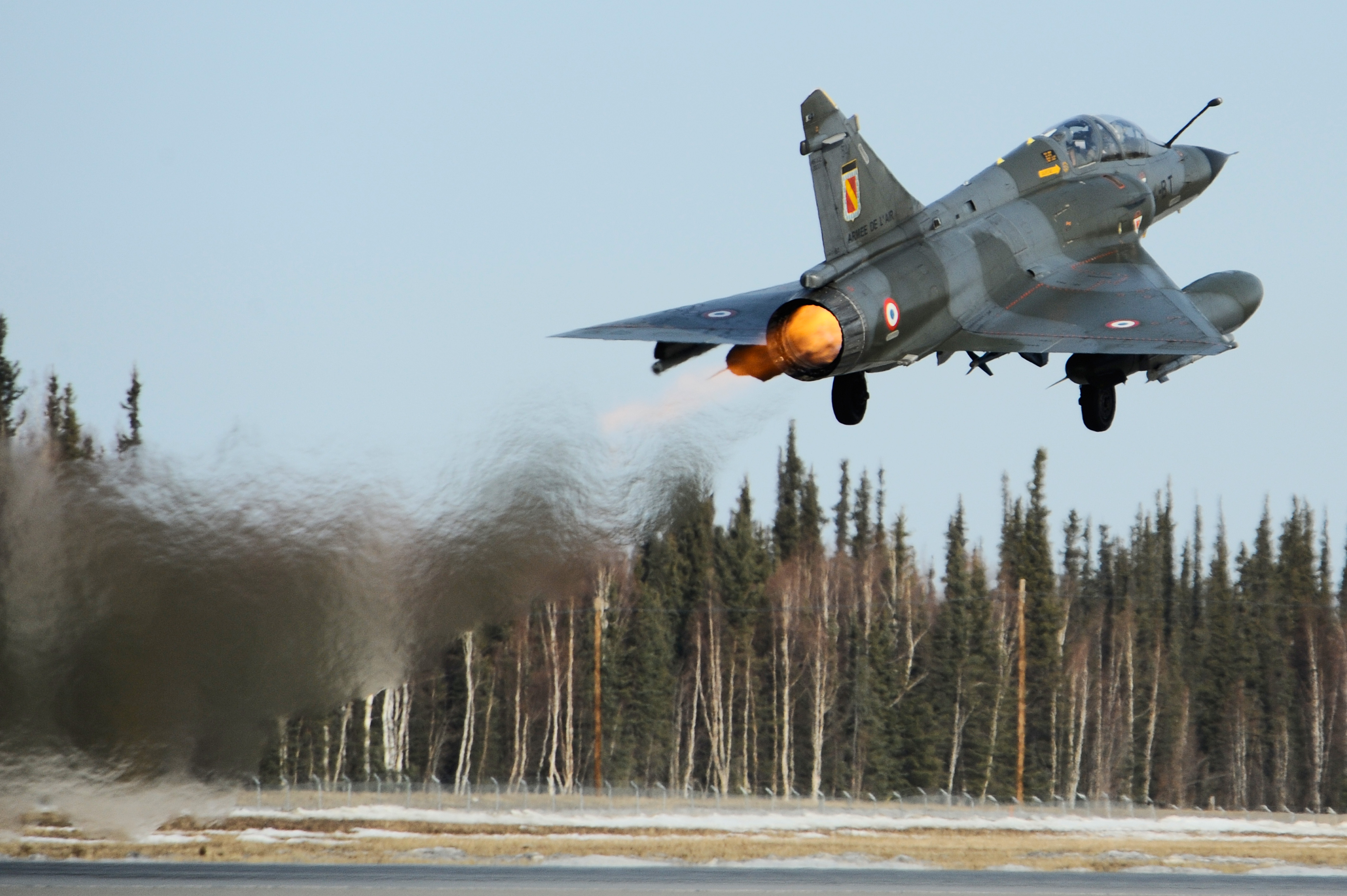
Mirage 2000N du 2/4 Lafayette à Eielson Air Force Base durant l'exercice Red Flag Alaska 09-2.